# Steenraket
Steenraket (Erysimum) is een geslacht uit de kruisbloemenfamilie (Brassicaceae). Een aantal soorten worden toegepast als tuinplant.
Veel soorten komen van nature voor in Noord-Amerika. Sommige zijn duidelijk aan bepaalde streken op dat continent toe te wijzen. Zo hoort bijvoorbeeld Erysimum franciscanum thuis in de noordkust van Californië. De bedreigde Erysimum teretifolium komt van nature voor in de  zandheuvels van Santa Cruz (Californië).

## Beschreven soorten

### Soorten van België en Nederland

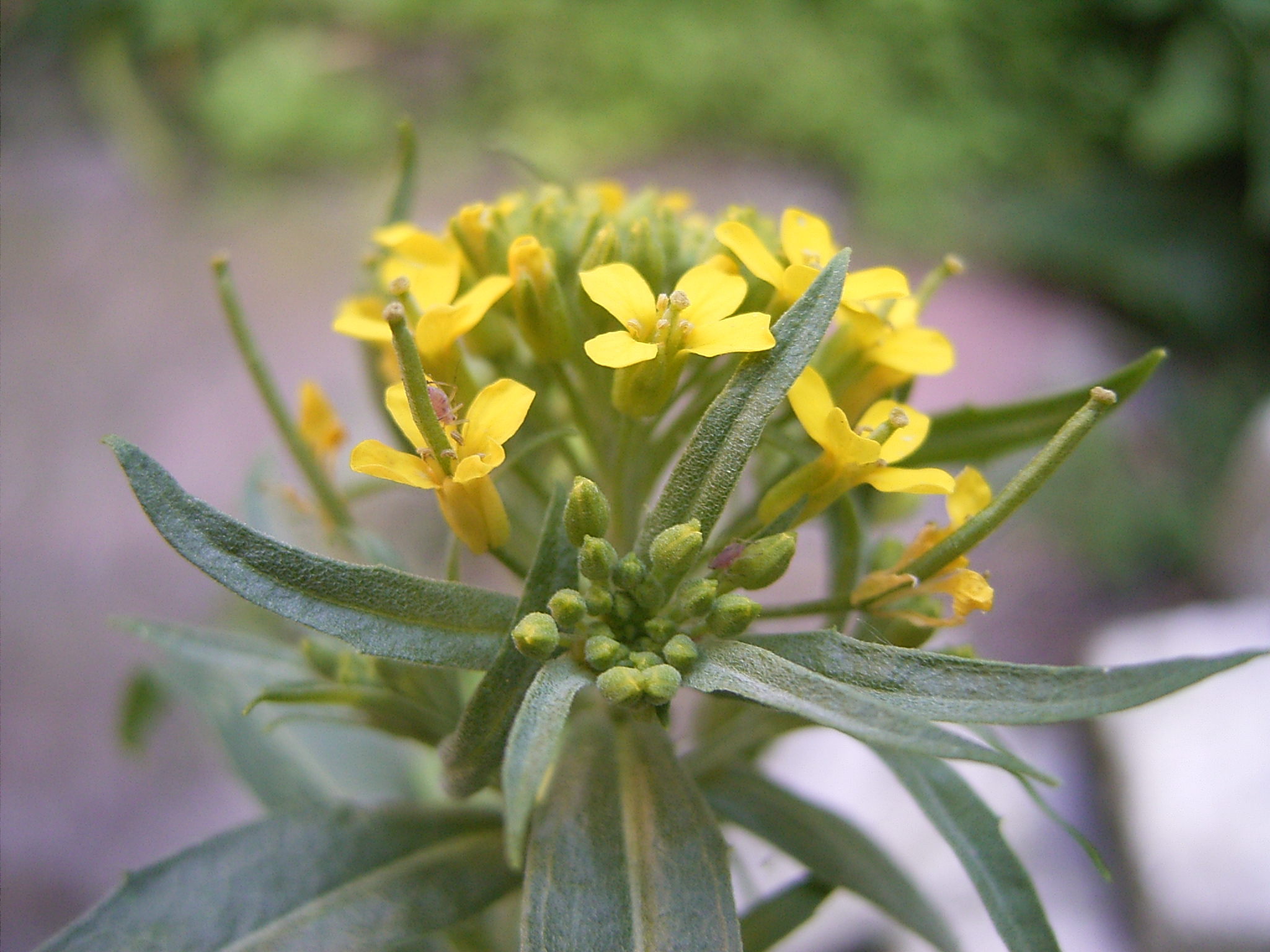
Erysimum cheiranthoides (Gewone steenraket)
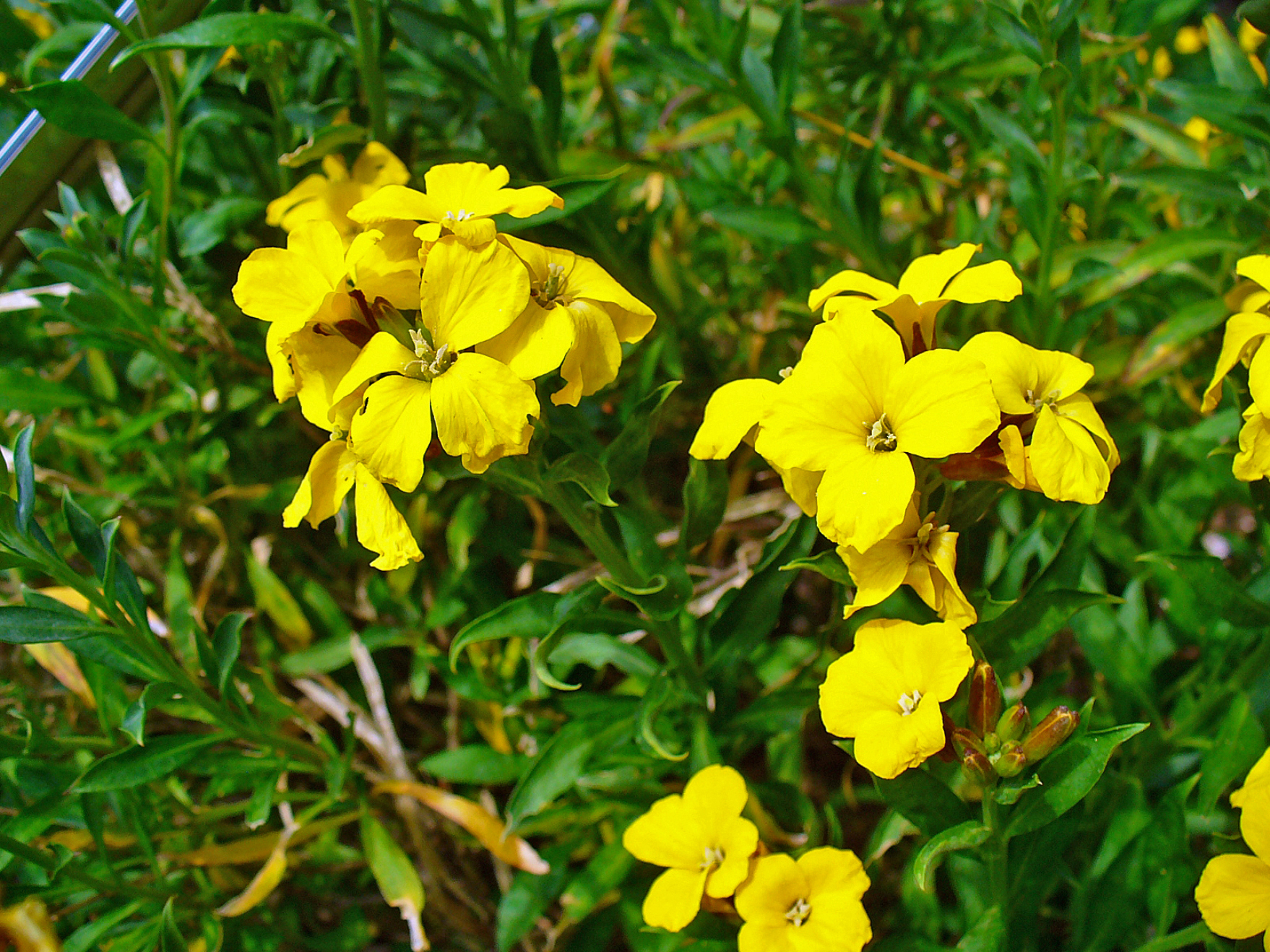
Erysimum cheiri (Muurbloem)
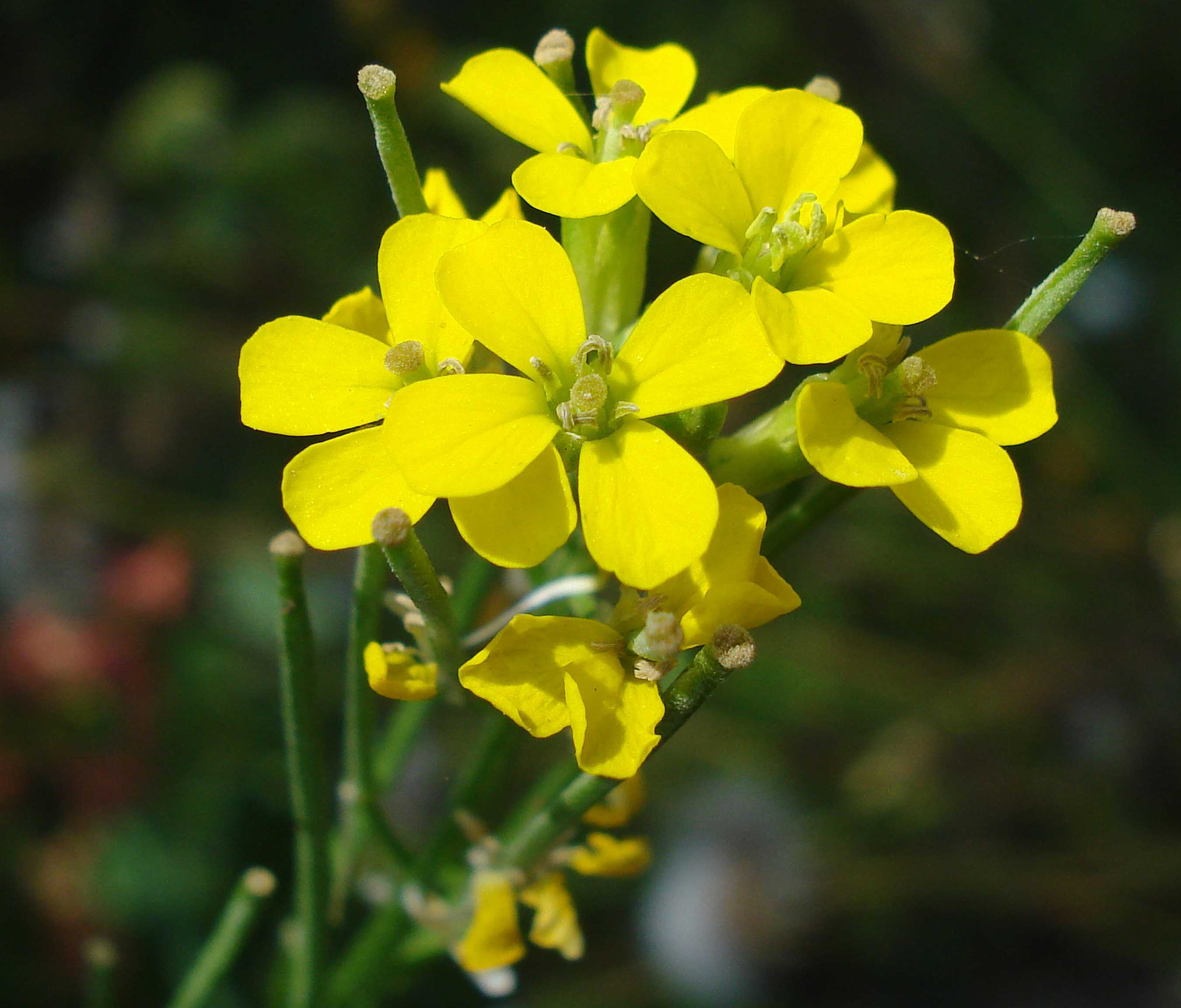
Erysimum hieracilifolium (Stijve steenraket)
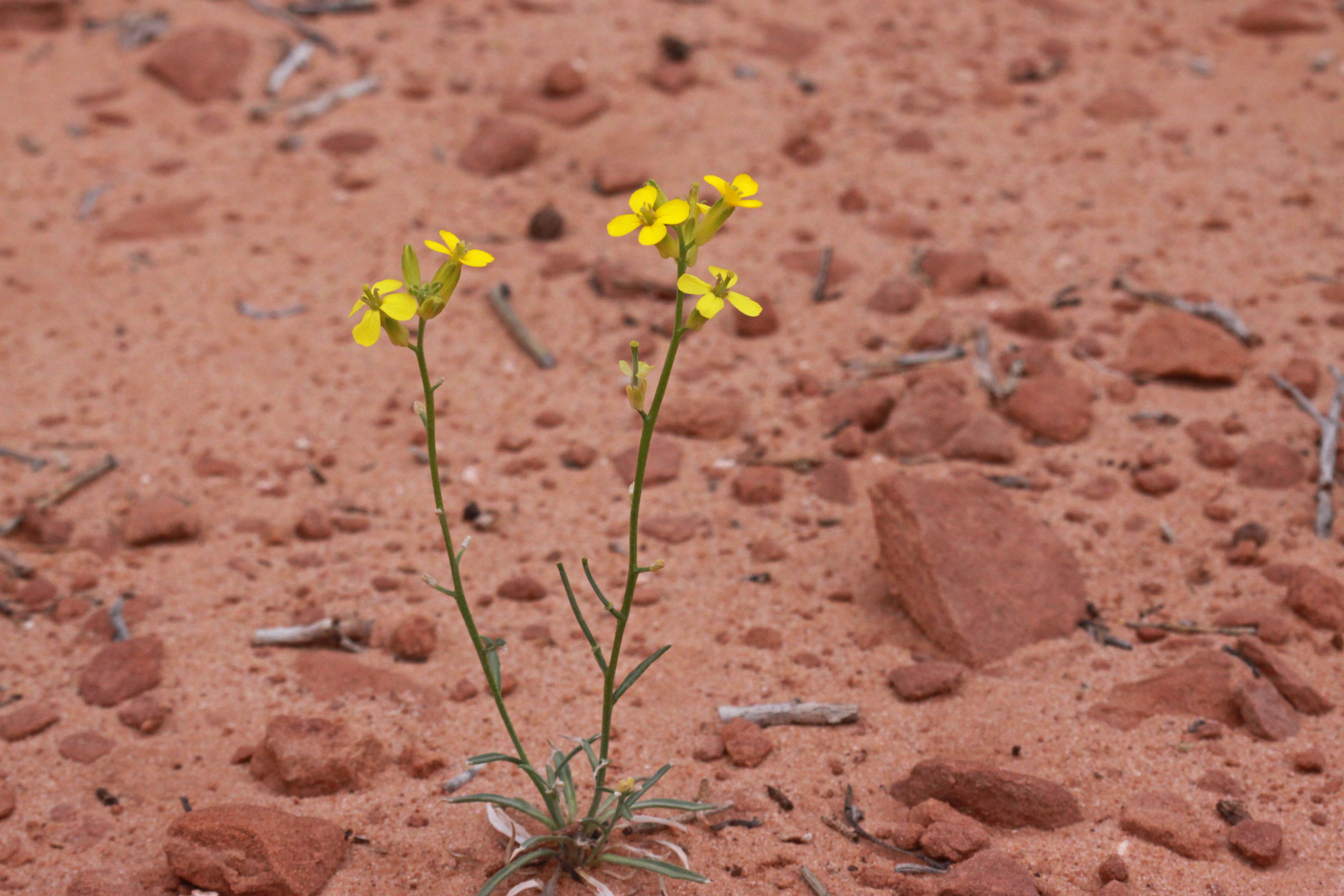
Erysimum repandum (Uitgespreide steenraket)

### Soorten van Europa

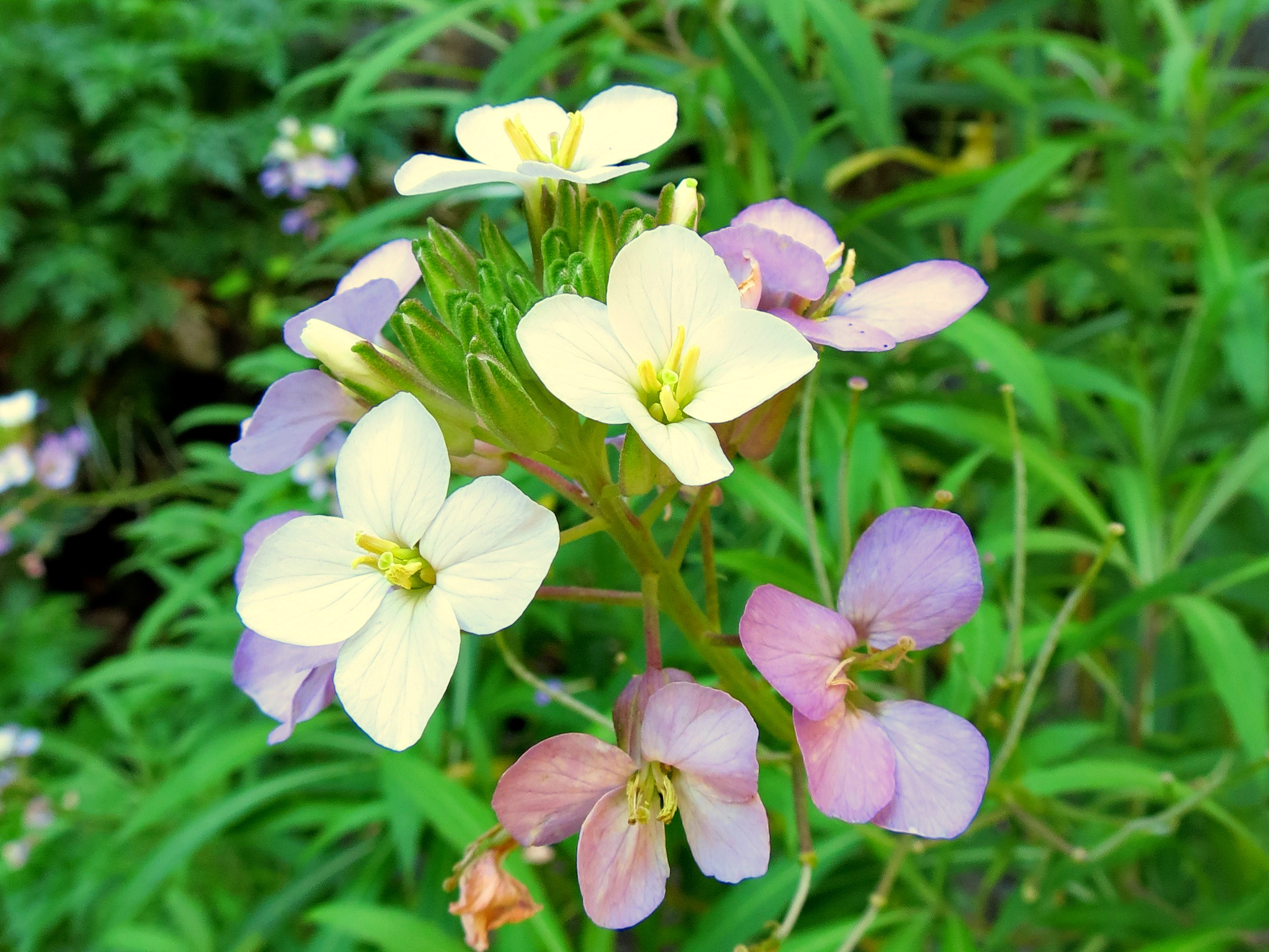
Erysimum bicolor
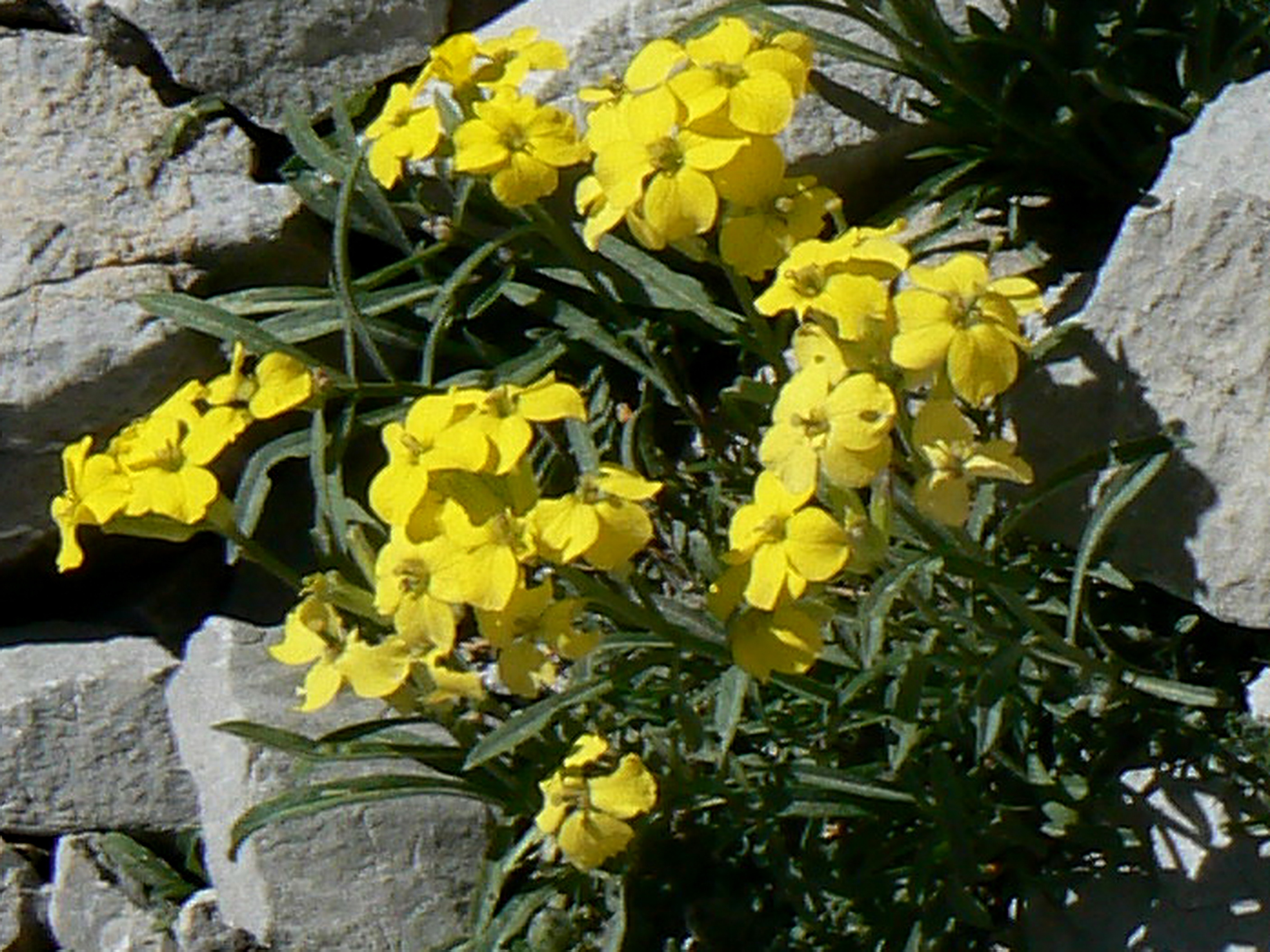
Erysimum duriaei

... · 
E. bicolor  ·  
E. cheiranthoides (Gewone steenraket)  ·  
E. cheiri (Muurbloem)  ·  
E. duriaei  ·  
E. franciscanum  ·  
E. hieracilifolium (Stijve steenraket)  ·  
E. repandum (Uitgespreide steenraket)  ·  
E. scoparium  ·  
E. teretifolium  ·  
E. wittmanni  ·  
...
... · 
Alliaria · 
Alyssum (Schildzaad) · 
Arabidopsis · 
Arabis (Scheefkelk) · 
Armoracia · 
Aubrieta · 
Barbarea (Barbarakruid) · 
Berteroa · 
Brassica (Kool) · 
Braya · 
Bunias (Hardvrucht) · 
Cakile · 
Calepina · 
Camelina · 
Capsella (Herderstasje) · 
Cardamine (Veldkers) · 
Cochlearia (Lepelblad) · 
Coincya · 
Conringia · 
Coronopus (Varkenskers) · 
Crambe (Bolletjeskool) · 
Descurainia · 
Diplotaxis (Zandkool) · 
Draba · 
Erophila · 
Eruca · 
Erucastrum · 
Eutrema  · 
Erysimum (Steenraket) · 
Heliophila · 
Hesperis · 
Hirschfeldia · 
Hormathophilla · 
Hornungia · 
Iberis (Scheefbloem) · 
Isatis · 
Lepidium (Kruidkers) · 
Lobularia · 
Lunaria (Judaspenning) · 
Malcolmia · 
Matthiola · 
Neslia · 
Physaria · 
Pringlea · 
Ptilotrichum · 
Raphanus (Radijs) · 
Rapistrum · 
Rorippa (Waterkers) · 
Schouwia · 
Selenia · 
Sinapidendron · 
Sinapis · 
Sisymbrium (Raket) · 
Subularia · 
Teesdalia · 
Thlaspi (Boerenkers) · 
...